# Železniško postajališče Holmec
Železniško postajališče Holmec je eno izmed železniških postajališč v Sloveniji, ki oskrbuje bližnje naselje Lokovica. Postajališče se nahaja tik ob državni meji z Avstrijo. Skozi Holmec peljeta dva para vlakov na dan, ki imata v Pliberku zvezo v/iz Celovec (Klagenfurt).